# Park dworski w Świdniku
Park dworski w Świdniku – park dworski znajdujący się w Świdniku, w gminie Łukowica, w powiecie limanowskim, w Polsce.
W 1752 roku Rogowski – dziedzic w Świdniku – rozpoczął budowę dworu, który zachował się do czasów obecnych wraz z otaczającym go parkiem. W 1620 roku chłopi z Łącka, Ochotnicy i Kamienicy dokonali napadu na okoliczne dwory, w tym też na świdnicki dwór i tamtejszy zbór braci polskich i według tradycji kaplica dworska w parku wzniesiona została na zbiorowym grobie pomordowanych arian. W parku dworskim – zagłębienie otoczone półkolem starymi lipami – znajdują się pozostałości zbudowanego w XVI w. przez Marcina Rogowskiego zboru ariańskiego. 
Park oraz dwór drewniany zostały wpisane do rejestru zabytków nieruchomych województwa małopolskiego.